# Bob-Weltmeisterschaft 1997
Die 47. Bob-Weltmeisterschaft fand 1997 in St. Moritz in der Schweiz statt. In St. Moritz wurde die WM zum 17. Mal ausgetragen. Beim Viererbob gingen ursprünglich die ersten drei Plätze an Schweizer Mannschaften. Wegen
nicht durchgängigen Achsen an den Bobs wurden allerdings alle Schweizer Viererbobs disqualifiziert.

## Männer

### Zweierbob
| Platz | Land | Sportler                        | Zeit |
| ----- | ---- | ------------------------------- | ---- |
| 1     | SUI  | Reto Götschi Guido Acklin       |      |
| 2     | ITA  | Günther Huber Antonio Tartaglia |      |
| 3     | USA  | Brian Shimer Robert Olesen      |      |

### Viererbob
Ursprünglich landeten auf den ersten drei Plätzen die Schweizer Reto Götschi, Guido Acklin, Daniel Giger und Beat Seitz (Platz 1), Christian Reich, Steve Anderhub, Roger Graber und Thomas Handschin (Platz 2) und Marcel Rohner, Markus Nüssli, Thomas Schreiber und Roland Tanner (Platz 3).
| Platz | Land | Sportler                                                    | Zeit |
| ----- | ---- | ----------------------------------------------------------- | ---- |
| 1     | GER  | Wolfgang Hoppe Sven Rühr René Hannemann Carsten Embach      |      |
| 2     | GER  | Dirk Wiese Christoph Bartsch Torsten Voss Michael Liekmeier |      |
| 3     | USA  | Brian Shimer Chip Minton Randy Jones Robert Olesen          |      |

## Medaillenspiegel
| Platz | Land               | Gold | Silber | Bronze | Gesamt |
| ----- | ------------------ | ---- | ------ | ------ | ------ |
| 1     | Deutschland        | 1    | 1      | 0      | 2      |
| 2     | Schweiz            | 1    | 0      | 0      | 1      |
| 3     | Italien            | 0    | 1      | 0      | 1      |
| 4     | Vereinigte Staaten | 0    | 0      | 2      | 2      |